# Begonia rubronervata
Espèce
Begonia rubronervata est une espèce de plantes de la famille des Begoniaceae.
L'espèce fait partie de la section Tetraphila.
Elle a été décrite en 1908 par Émile Auguste Joseph De Wildeman (1866-1947).

## Répartition géographique
Cette espèce est originaire du pays suivant : Zaire.